# دایان نوکوری
دایان نوکوری (زاده ۱ دسامبر ۱۹۸۴ در کیگوزی-موکیکه) دوندهٔ مسافت حرفه‌ای بوروندی-آمریکایی است. او در پانزده سالگی برای بوروندی در المپیک تابستانی ۲۰۰۰ سیدنی در دوی ۵۰۰۰ متر و در المپیک تابستانی ۲۰۱۲ لندن در ماراتن شرکت کرد. نوکوری در کالج برای دانشگاه آیووا نامزد شد. او پرچمدار بوروندی در بازی‌های المپیک تابستانی در سال‌های ۲۰۰۰ و ۲۰۱۲ بود.

## سال‌های اولیه
نوکوری در اوایل نوجوانی شروع به دویدن کرد، کمی بیشتر از یک سال قبل از اولین تجربهٔ المپیک خود (المپیک ۲۰۰۰ سیدنی). او دو بار در مسابقات جهانی دو صحرانوردی شرکت کرد و در سال ۲۰۰۰ در ردهٔ هجدهم قرار گرفت و سال بعد در ردهٔ بیست و هفتم قرار گرفت.او مدال برنز دوی ۱۰٬۰۰۰ متر را در بازی‌های فرانسه ۲۰۰۱ در اتاوا، انتاریو، کانادا به دست آورد. پس از پایان بازی‌ها، نوکوری به تورنتو گریخت و به هنگام جنگ داخلی بوروندی درخواست پناهندگی کرد. در آن زمان، نوکوری قبلاً پدرش را بر اثر درگیری از دست داده بود، می‌دانست که اگر در بوروندی بماند، فرصتی برای دویدن نخواهد داشت. به او پناهندگی داده شد و با خویشاوندانش در پیکرینگ، انتاریو، حومهٔ تورنتو زندگی کرد.

## دانشگاه آیووا و باتلر CCC
نوکوری در حالی که در کانادا زندگی می‌کرد به دویدن ادامه داد و مربیان کراس کانتری و مسیرهای راه دور از دانشگاه‌های آمریکا، به ویژه دانشگاه آیووا، به او علاقه‌مند شدند. با این حال، نوکوری خیلی کم انگلیسی صحبت می‌کرد، بنابراین در کالج محلی باتلر در ال دورادو، کانزاس شرکت کرد. در باتلر، نوکوری در حالی که انگلیسی (زبان سوم او) را یادگرفت، در کلاس‌ها شرکت کرد و ۹ قهرمانی ملی NJCAA و ۱۷ افتخار جهانی NJCAA را به دست آورد و زیر نظر کرک هانتر آموزش دید. پس از دو فصل در باتلر، نوکوری به دانشگاه آیووا منتقل شد تا با مربی لیان اندرسن که دایان را مستقیماً از دبیرستان استخدام کرده بود، کار کند. اندرسون تا حد زیادی مسئول حضور نوکوری در باتلر بود.
نوکوری در دوران حضور خود در آیووا، دو قهرمانی در مسابقات قهرمانی ده بزرگ را در کراس کانتری (۲۰۰۷) و ۵۰۰۰ متر در مسیر در فضای باز (۲۰۰۸) به دست آورد. او سه بار به عنوان یک آمریکایی تماماً انتخاب شد و برندهٔ جایزهٔ ورزشی-دانشجویی ویلما رودولف شد. او آیووا را با سوابق مدرسه در ده رویداد ترک کرد.
در آخرین مسابقه دانشگاهی او (مسابقات قهرمانی NCAA، ۱۰۰۰۰ متر) تیرکشیدن پهلو، نوکوری را مجبور به خروج زودهنگام کرد و تنها چند دور باقی مانده بود در حالی که در مقام دوم قرار داشت.

## پیشهٔ حرفه‌ای

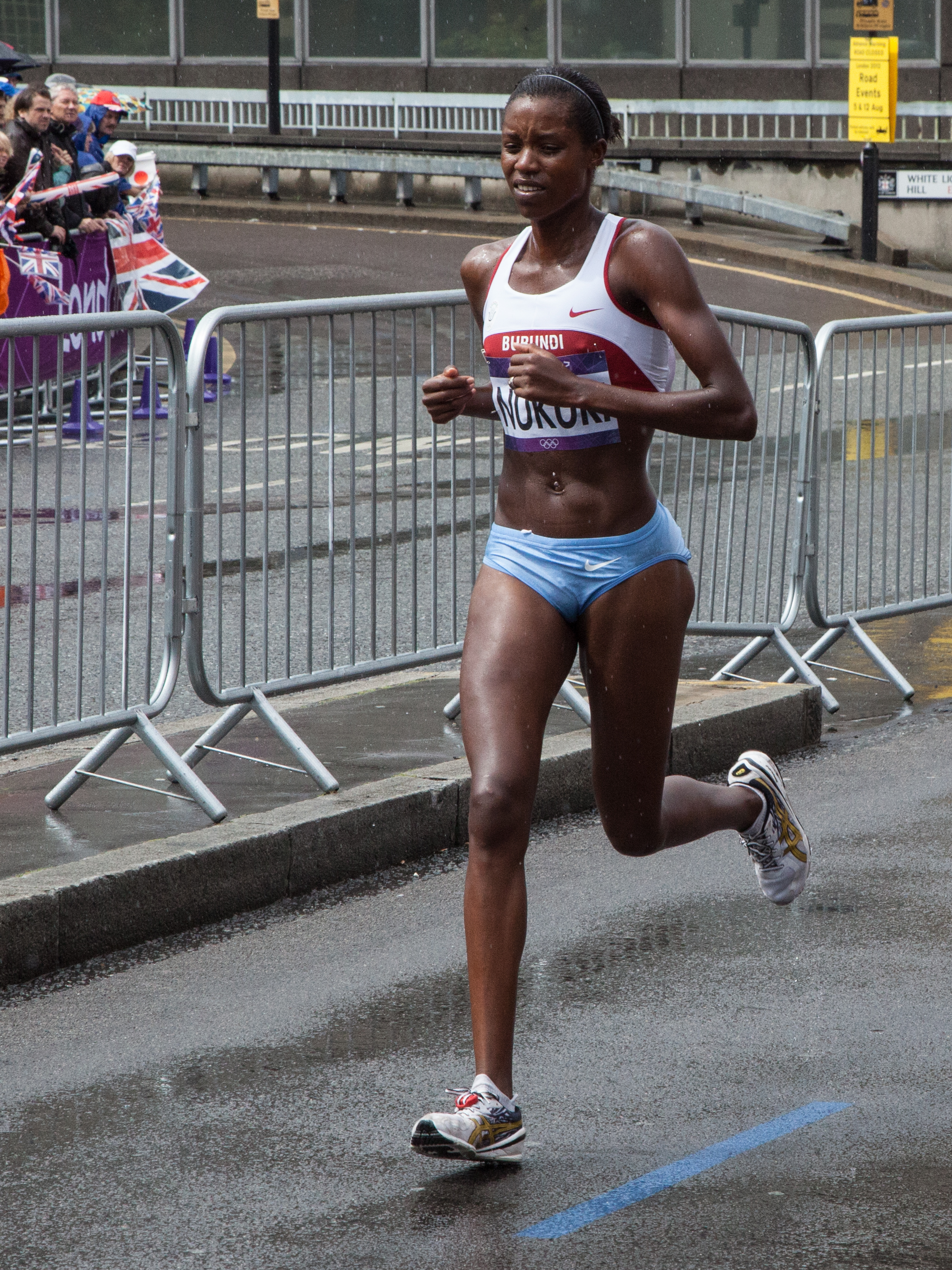
دایان نوکوری-جانسون در ماراتن در المپیک ۲۰۱۲ در لندن.

او در اولین مسابقهٔ حرفه‌ای خود در سال ۲۰۰۸ در شلتر آیلند ۱۰کیلومتر شرکت کرد. اجراهای اصلی مسابقه در زیر آمده است.
نوکوری اولین بار در سن ۱۵ سالگی در المپیک تابستانی ۲۰۰۰ در بازی‌های المپیک تابستانی سیدنی دوی ۵۰۰۰ متر را دوید. او در مسابقات خود در رده چهاردهم قرار گرفت اما به فینال راه پیدا نکرد. او دوازده سال بعد به المپیک بازگشت و در ماراتن زنان شرکت کرد. او در جایگاه ۳۱ به پایان رسید و رکورد ملی بوروندی دیگری را به نام خود ثبت کرد (او صاحب امتیاز قبلی در ماراتن بود) در ۲:۳۰:۱۳.۱۱۸ دونده مسابقه را آغاز کردند و ۱۰۷ نفر به پایان رسیدند. نوکوری همچنین پرچمدار بوروندی بود و شش ورزشکار این کشور را در مراسم افتتاحیه رهبری کرد.نوکوری همچنین پرچم را در سیدنی حمل کرد.
او رکورد ملی خود را در نیمه‌ماراتن نیویورک در مارس ۲۰۱۳ بهبود بخشید و با زمان ۱:۰۹:۱۲ ساعت پس از کارولین روتیچ دوم شد.
نوکوری در حال حاضر رکورددار بوروندی در دوهای ۱۵۰۰ متر، ۵۰۰۰ متر، ۱۰۰۰۰ متر، نیمه‌ماراتن و ماراتن است. او زیر نظر مربی اندرسون به تمرینات خود ادامه می‌دهد. سرگذشت او در تعدادی از مقالات از جمله Running Times در اکتبر ۲۰۱۲ مستند شده است.
دایان نوکوری بار دیگر در بازی‌های المپیک ۲۰۱۶ ریودوژانیرو در اوت ۲۰۱۶ با دوی ۱۰۰۰۰ متر نمایندهٔ بوروندی بود.
او در سال ۲۰۱۷ شهروند ایالات متحده شد. او دارای تابعیت دوگانه از بوروندی و ایالات متحده است. او در فوریه ۲۰۲۰ واجد شرایط رقابت بین‌المللی برای ایالات متحده شد.

## مسابقات بین‌المللی
| سال  | مسابقه                    | محل برگزاری               | مقام     | رویداد               | توضیحات     |
| ---- | ------------------------- | ------------------------- | -------- | -------------------- | ----------- |
| ۱۹۹۹ | بازی‌های سراسری آفریقا     | ژوهانسبورگ، آفریقای جنوبی | ۱۰ام     | ۵۰۰۰ متر             | ۱۷:۰۴٫۷۵    |
| ۲۰۰۰ | مسابقات جهانی کراس کانتری | ویلامورا، پرتغال          | ۱۸ام     | مسابقه نوجوانان ۲۰۰۰ | ۲۱:۴۲       |
| ۲۰۰۰ | بازی‌های المپیک            | سیدنی، استرالیا           | ۱۴ام (h) | ۵۰۰۰ متر             | ۱۶:۳۸٫۳۰    |
| ۲۰۰۱ | مسابقات جهانی کراس کانتری | اوستنده، بلژیک            | ۲۷ام     | مسابقه نوجوانان ۲۰۰۰ | ۲۳:۳۷       |
| ۲۰۰۱ | بازی‌های فرانکفونی         | اتاوا، کانادا             | ۳ام      | ۱۰٬۰۰۰ متر           | ۳۴:۳۰٫۶۶    |
| ۲۰۱۲ | بازی‌های المپیک            | لندن، پادشاهی متحده       | ۳۱ام     | ماراتن               | ۲:۳۰:۱۳NR   |
| ۲۰۱۳ | بازی‌های فرانکفونی         | نیس، فرانسه               | ۱ام      | ۱۰٬۰۰۰ متر           | ۳۲:۲۹٫۱۴    |
| ۲۰۱۶ | بازی‌های المپیک            | ریو دو ژانیرو، برزیل      | ۱۳ام     | ۱۰٬۰۰۰ متر           | ۳۱:۲۸٫۶۹ NR |

## نتایج مدار

### ماراتن‌ها
| سال  | مسابقه              | زمان       | جایگاه |
| ---- | ------------------- | ---------- | ------ |
| ۲۰۱۷ | ماراتن نیویورک سیتی | ۲:۳۱:۲۱    | ۹      |
| ۲۰۱۷ | ماراتن بوستن        | ۲:۳۲:۲۴    | ۹      |
| ۲۰۱۴ | ماراتن مونترال      | ۱:۱۳:۰۷    | ۱      |
| ۲۰۱۳ | ماراتن نیویورک سیتی | ۲:۳۰:۰۹    | ۱۰     |
| ۲۰۱۳ | ماراتن بوستن        | ۲:۲۹:۵۴    | ۸      |
| ۲۰۱۱ | ماراتن نیویورک سیتی | ۲:۴۱:۲۱    | ۲۰     |
| ۲۰۱۱ | ماراتن لس آنجلس     | ۲:۳۳:۴۷ NR | ۴      |
| ۲۰۱۰ | ماراتن شیکاگو       | ۲:۳۹:۰۹    | ۲۳     |

### مسافت‌های دیگر
| سال  | مسابقه                                                                   | زمان       | جایگاه |
| ---- | ------------------------------------------------------------------------ | ---------- | ------ |
| ۲۰۱۸ | Las Vegas Rock 'n' Roll Half Marathon                                    | ۱:۱۵:۲۰    | ۱۵ام   |
| ۲۰۱۸ | Lilac Bloomsday Run 12 km                                                | ۴۱:۳۲      | ۱۱ام   |
| ۲۰۱۸ | Cherry Blossom 10 Miler                                                  | ۵۳:۵۶      | ۵ام    |
| ۲۰۱۷ | Beach to Beacon 10 km                                                    | ۳۲:۱۰      | ۵ام    |
| ۲۰۱۷ | Steamboat Classic 4 Mile                                                 | ۲۰:۴۹      | ۱ام    |
| ۲۰۱۷ | New York Half Marathon                                                   | ۱:۰۹:۱۳    | ۳ام    |
| ۲۰۱۷ | Houston Half Marathon                                                    | ۱:۱۱:۴۲    | ۱۰ام   |
| ۲۰۱۶ | Steamboat Classic 4 Mile                                                 | ۲۰:۲۹      | ۱ام    |
| ۲۰۱۶ | New York Mini 10K                                                        | ۳۲:۱۸      | ۳ام    |
| ۲۰۱۶ | Great Manchester Run 10K                                                 | ۳۱:۴۹      | ۳ام    |
| ۲۰۱۶ | UAE Healthy Kidney 10K                                                   | ۳۲:۲۳      | ۴ام    |
| ۲۰۱۶ | Payton Jordan Invitational 10,000m                                       | ۳۱:۵۷٫۹۹   | ۱۶ام   |
| ۲۰۱۶ | Boston Athletic Association 5K                                           | ۱۵:۴۳      | ۴ام    |
| ۲۰۱۶ | Carlsbad 5000                                                            | ۱۵:۳۴      | ۴ام    |
| ۲۰۱۶ | New York City Half Marathon                                              | ۱:۰۹:۴۱    | ۳ام    |
| ۲۰۱۶ | World's Best 10K                                                         | ۳۲:۴۵      | ۹ام    |
| ۲۰۱۶ | Marugame Half Marathon                                                   | ۱:۰۹:۲۳    | ۲ام    |
| ۲۰۱۶ | Rock 'n' Roll Arizona 10K                                                | ۳۲:۱۱      | ۱ام    |
| ۲۰۱۵ | Falmouth Road Race                                                       | ۳۶:۴۷      | ۱ام    |
| ۲۰۱۴ | Bay to Breakers 12K                                                      | ۴۰:۱۵      | ۱ام    |
| ۲۰۱۳ | Bay to Breakers 12K                                                      | ۴۰:۱۲      | ۱ام    |
| ۲۰۱۳ | New York City Half Marathon                                              | ۱:۰۹:۱۲    | ۲ام    |
| ۲۰۱۲ | Alliant Energy 8K                                                        | ۲۵:۵۰      | ۱ام    |
| ۲۰۱۲ | Steamboat Classic 4 Mile                                                 | ۲۰:۲۸      | ۲ام    |
| ۲۰۱۲ | New York Mini 10K                                                        | ۳۲:۳۸      | ۴ام    |
| ۲۰۱۲ | Dam tot Damloop 20K                                                      | 1:07:52 CR | ۱ام    |
| ۲۰۱۲ | Lilac Bloomsday Run 12K                                                  | ۴۰:۰۱      | ۵ام    |
| ۲۰۱۲ | Payton Jordan Invitational 10,000m                                       | ۳۲:۴۵٫۹۶   | ۲۰ام   |
| ۲۰۱۲ | BAA 5K                                                                   | ۱۵:۴۱      | ۵ام    |
| ۲۰۱۲ | Bank of America Shamrock Shuffl 8K                                       | ۲۶:۱۱      | ۳ام    |
| ۲۰۱۲ | New York City Half Marathon                                              | 1:10:55 NR | ۱۱ام   |
| ۲۰۱۱ | Philadelphia Rock 'n' Roll Half Marathon                                 | ۱:۱۲:۰۸    | ۶ام    |
| ۲۰۱۱ | Falmouth Road Race 7 Mile                                                | ۳۷:۱۳      | ۲ام    |
| ۲۰۱۱ | Beach to Beacon 10K                                                      | 32:36.7 NR | ۴ام    |
| ۲۰۱۱ | Bix 7                                                                    | ۳۷:۵۹      | ۳ام    |
| ۲۰۱۱ | Fifth Season 8K, Cedar Rapids                                            | 26:07 NR   | ۱ام    |
| ۲۰۱۱ | Steamboat Classic 4 Mile                                                 | 20:41 NR   | ۱ام    |
| ۲۰۱۱ | New York Mini 10K                                                        | ۳۳:۲۸      | ۱۲ام   |
| ۲۰۱۱ | Freihofer's Run for Women 5K                                             | 15:57 NR   | ۶ام    |
| ۲۰۱۱ | Marion Arts Festival 5K                                                  | ۱۶:۰۷      | ۱ام    |
| ۲۰۱۰ | Philadelphia Rock 'n' Roll Half Marathon                                 | ۷۴:۲۰      | ۱۲ام   |
| ۲۰۱۰ | Steamboat Classic 4 Mile                                                 | ۲۱:۲۶      | ۷ام    |
| ۲۰۱۰ | Drake Relays 8K                                                          | ۲۷:۱۰      | ۱ام    |
| ۲۰۱۰ | Carlsbad 5000                                                            | ۱۶:۲۳      | ۷ام    |
| ۲۰۱۰ | Meyo Indoor Meet 3000m                                                   | ۹:۲۲٫۴۸    | ۵ام    |
| ۲۰۱۰ | New Orleans Rock 'n' Roll Half Marathon                                  | ۱:۱۴:۲۵    | ۶ام    |
| ۲۰۰۹ | Manchester Road Race 4.75 Miles                                          | ۲۶:۰۵      | ۷ام    |
| ۲۰۰۹ | Fifth Season 8K, Cedar Rapids                                            | ۲۶:۴۲      | ۲ام    |
| ۲۰۰۸ | Manchester Road Race 4.75 Miles                                          | ۲۵:۱۷      | ۳ام    |
| ۲۰۰۸ | Outdoor Big 10 Championships 5000m                                       | ۱۶:۲۴٫۲۱   | ۱ام    |
| ۲۰۰۸ | NCAA Women's Division I Indoor Track and Field Championships 5000 m      | ۱۶:۳۵٫۰۵   | ۱۲ام   |
| ۲۰۰۷ | NCAA Women's Division I Cross Country Championship                       | ۲۰:۰۷      | ۴ام    |
| ۲۰۰۷ | Big 10 Championships Cross Country 6K                                    | ۱۹:۳۷      | ۱ام    |
| ۲۰۰۷ | NCAA Women's Division I Outdoor Track and Field Championships 10,000 متر | ۳۳:۳۰٫۲۹   | ۷ام    |

## پیوندهای بیرونی
- دایان نوکوری در اتحادیه بین‌المللی فدراسیون‌های دو و میدانی

| بازی‌های المپیک                           | بازی‌های المپیک                                | بازی‌های المپیک                           |
| ---------------------------------------- | --------------------------------------------- | ---------------------------------------- |
| پیشین: دیودونه کویزرا فرانسین نیونیزیگیه | پرچمدار برای بوروندی · ۲۰۰۰ سیدنی · ۲۰۱۲ لندن | پسین: امری نزییونویرا اولیویه ایراباروتا |